# Провирус
Провирус — геном вируса, встроенный в ДНК клетки хозяина. Процесс встраивания провируса в геном называют интеграцией, эта реакция катализируется ферментом интегразой.
Провирус является стадией жизненного цикла ретровирусов. Когда ретровирусы попадают в клетку хозяина, геномная РНК ретровируса обратно транскрибируется в ДНК ферментом обратной транскриптазой и встраивается в геном хозяина ферментом интегразой.
В стадии провируса происходит пассивная репликация вирусной ДНК вместе с ДНК хозяина, при этом происходит передача провируса всем потомкам инфицированной клетки. Интеграция ДНК вируса в геном хозяина может происходить как при латентной инфекции, так и при продуктивном заражении (англ. productive infection). В случае продуктивного заражения провирус активно транскрибируется в мРНК, которая непосредственно кодирует вирусные белки, что приводит к заражению новых клеток. При латентной инфекции провирус является транскрипционно подавленным.
Латентная инфекция может перейти в продуктивную фазу в случае изменения условий окружающей среды, при изменении иммунного статуса хозяина, при этом активируется транскрипция генома вируса. В результате экспрессии генов вируса и синтеза вирусных белков, клетка хозяина погибает. 
По некоторым данным, провирусные последовательности нуклеотидов от эндогенных ретровирусов составляют до 8 % генома человека.
Вирус иммунодефицита человека и Т-лимфотропный вирус человека имеют стадию провируса в жизненном цикле. 
Аденоассоциированный вирус, который не является ретровирусом, также может встраиваться в хромосомы хозяина.